# Layyah

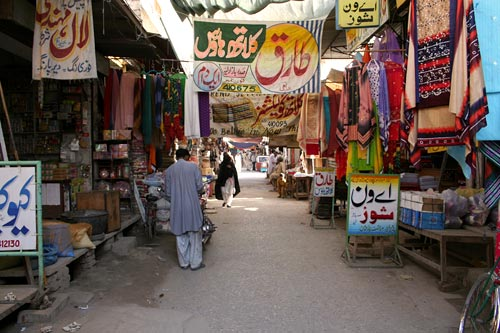
Bazar von Layyah

Layyah (Urdu لیہ), auch Leiah, ist die Hauptstadt Distrikts Layyah in der Provinz Punjab in Pakistan.

## Geschichte
Die Stadt wurde um 1550 von Kamal Khan Mirani gegründet, einem Nachkommen von Ghazi Khan Mirani, der auch den Grundstein für Dera Ghazi Khan legte. Die Gemeindeverwaltung wurde im Jahre 1875 unter der Herrschaft der Briten gegründet.

## Bevölkerungsentwicklung
| Zensusjahr | Einwohnerzahl |
| ---------- | ------------- |
| 1972       | 33.549        |
| 1981       | 51.482        |
| 1998       | 72.319        |
| 2017       | 126.361       |

## Persönlichkeiten
- Yousaf Sohan (* 1958), römisch-katholischer Geistlicher und Bischof von Multan